# Alfred Stiehm
Alfred Julius Stiehm (* 11. September 1905 in Landsberg an der Warthe; † 13. Juni 1990 in Wolfsburg) war ein deutscher Politiker (SPD).
Stiehm wurde September 1905 in Landsberg an der Warthe als Sohn des Schlossers Julius Ferdinand Paul Stiehm und dessen Frau Rosette Ottilie Stiehm geb. Sidow geboren. Er erlernte den Beruf des Drehers. Im Jahr 1926 heiratete er in Berlin die Verkäuferin Alma Hopstätter.

Geschäftsleitung der Stadtwerke Wolfsburg: Heinrich Freundlieb, Dr. Willibald Janßen, Erich Heim, Alfred Stiehm (von links)

Stiehm war von Beruf Angestellter eines Unternehmens, dessen Geschäftsführer er später wurde. Er wurde in der vierten Wahlperiode Mitglied des Niedersächsischen Landtages, als er am 11. Oktober 1961 für den in den Bundestag gewählten Walter Schmidt nachrückte. Stiehm schied am Ende der vierten Wahlperiode wieder aus dem Parlament aus.
Nach der Umwandlung der Stadtwerke Wolfsburg in eine Aktiengesellschaft 1962 wurde er kaufmännischer Vorstand der neuen Stadtwerke Wolfsburg AG.